# Digital Bros.
Digital Bros., precedentemente conosciuta con il nome di Halifax, è un'azienda italiana dedita alla pubblicazione e distribuzione di videogiochi con sede nella città di Milano, fondata nel 1989 dai fratelli Abramo e Raffaele Galante.
Tramite la sua controllata 505 Games, fondata nel 2007, si occupa della pubblicazione di videogiochi sul mercato mondiale.

## Storia

Logo di Halifax

Digital Bros. venne fondata nel 1989 dai fratelli Abramo e Raffaele Galante. Nei primi anni di attività, la Società, attraverso il brand Halifax, si aggiudica i diritti di distribuzione per mercato italiano di alcuni dei successi videoludici internazionali; come Pro Evolution Soccer, Tomb Raider e Resident Evil.
Subito dopo la fondazione ha raggiunto un accordo con SEGA per distribuire giochi Master System, Mega Drive, Saturn e Dreamcast in Italia.
Nel 1999 lancia il canale televisivo pan-europeo G@me Network, il primo dedicato alla community del gaming. Disponibile sulle piattaforme satellitari TELE+ Digitale e Stream TV ed in seguito, su Sky Italia. Cessa le trasmissioni nel 2008.
Nel 2000, la Società si quota in Borsa sul segmento STAR Milan di Euronext Borsa Italiana.
Nel 2007 Digital Bros fonda 505 Games, divisione internazionale che si occupa di editare videogiochi e apre le prime sedi internazionali negli Usa, Regno Unito, Francia, Germania e Spagna.
A partire dal 2010, La società si espande e rafforza la propria presenza nel settore videoludico attraverso il canale digitale. Inoltre nasce 505 Mobile, la divisione di Digital Bros dedicata al mobile-gaming. .
Con la digitalizzazione del Gruppo aumenta la sua presenza livello internazionale, aprendo sedi sedi a Hong Kong, Cina e Giappone con l’obbiettivo di ampliare la propria presenza sui mercati asiatici.
A partire dalla metà del decennio 2010, il gruppo avvia una serie di acquisizioni volte al rafforzamento della azienda, transizionando da solo publisher ad anche lo sviluppo di videogiochi. Nel 2015 Digital Bros acquisisce lo studio inglese DR Studios che si occupa, principalmente, di giochi Free to Play. 
Nel 2017 acquisisce Kunos Simulazioni, sviluppatore di Assetto Corsa, mentre nel 2020, il gruppo acquisisce lo studio di sviluppo Ovosonico cambiandone il nome in Avantgarden.
Nel 2021 acquisisce lo studio australiano Infinity Plus. Contemporaneamente, vengono costituiti Supernova Games e Nesting Games, due nuovi studi interni al gruppo.